# Södra Öfladan
Södra Öfladan utgör, tillsammans med den mindre Norra Öfladen, Fladarna , småsjöar i Lemlands kommun i Åland (Finland). De ligger i den södra delen av landskapet, 18 km sydost om huvudstaden Mariehamn. Södra Öfladan ligger 10 meter över havet. De ligger på ön Fasta Åland. Arean är 1,6 hektar och strandlinjen är 0,58 kilometer lång. Sjön  ingår i Norra Skärgårdshavets avrinningsområde. 